# صفاء السراي
صفاء السراي (28 يوليو 1993 - 28 أكتوبر2019) ناشط حقوقي عراقي لقب بأيقونة الإنتفاضة العراقية وابن ثنوة.

## حياته
وُلد من عائلة بغدادية، تسكن في منطقة جميلة وسكنت حي الشعب، وتخرّج من الثانوية ليلتحق بالجامعة التكنولوجية، وخلال سنوات الدراسة عمل حمّالاً في سوق في حي جميلة التجاري. توفي والدهُ في وقت مبكر من حياتهِ، ثم توفيت والدته بعد إصابتها بمرض السرطان في عام 2017، وتخرج مبرمجاً من قسم علوم الحاسبات في الجامعة التكنولوجية. وبعد التخرّج، عمل في كتابة العرائض أمام إحدى مباني مديريات المرور. وحصل قبل أسبوع من وفاته على وظيفة جديدة في اختصاصهِ، حينما تم توظيفه في جامعة أهلية.
كتب صفاء السراي الشعر الشعبي والفصيح على نطاق ضيق، كما كان رساماً ماهراً، وفي الشعر، كان يُبدي إعجاباً منقطع النظير بالشاعر العراقي المعروف بثوريته مظفر النواب.
وشارك في مهرجان «أنا عراقي أنا أقرأ 2018»، ورسم لوحات للرموز الوطنية العراقية مثل زها حديد ومظفر النواب ومحمد مهدي الجواهري وبدر شاكر السياب وغيرهم الكثير .

## نشاطه الحقوقي
شارك في تظاهرات العام 2011 في ساحة التحرير، في حقبة الرئيس نوري المالكي، وعام 2015، في حقبة رئيس الوزراء حيدر العبادي شارك في تظاهرات الحادي والثلاثين من تموز في بغداد، كما شارك في تظاهرة أصحاب البسطيّات بعد حملة إزالة نفذتها السلطات، وقد تعرض للاعتقال خلال تظاهرات عام 2013 التي طالبت بتقليص امتيازات المسؤولين الحكوميين والنواب، ثم اعتُقل مرة أخرى عام 2018، على خلفية اشتراكه في تظاهرات المناطق الفقيرة شرق بغداد واطلق سراحه بعدها، كان يتلقى تهديدات لثنيهِ عن الإستمرار في المشاركة 

## رسالته إلى الحشد الشعبي
كتب قبل وفاته رسالة عنونها إلى الحشد الشعبي، امتدح تضحياتهم، وحذرهم فيها من مخطط يُراد لهم فيه الاشتراك في قمع التظاهرات، وذلك بعد ساعات على تصريح لنائب رئيس هيئة الحشد الشعبي أبو مهدي المهندس، قال فيه إن قواته ستتدخل في الوقت المناسب آخر ما كتب: عارٌ عليكم

## وفاته
أُصيبَ مساء الاثنين (28 تشرين الأول 2019)، وسط ساحة التحرير، أثناء استمرار القوات الأمنية بإطلاق القنابل الغازية بشكل عشوائي على الساحة. ونقل إلى مستشفى الجملة العصبية، وقد أجرى لهُ الأطباء عملية أزالوا فيها شظية القنبلة الغازية من رأسه وأوقفوا النزيف، لكن حالتهُ بقيت حرجة ثم توفى متأثرا بجراحه، ووصل جثمانه إلى ساحة التحرير بعد أذان الفجر، رغم سريان حظر التجوال، فطاف بهِ أصدقاؤه تحت نصب الحرية الذي يتوسط الساحة، خلال ساعات الفجر الأولى، وهتف المشيّعون باسم “ثنوة” والدة صفاء بعبارات “رافع راسه يا ثنوة ابنج”

## ردود الفعل الدولية
- وليد جنبلاط زعيم الحزب التقدمي الإشتتراكي عزى بوفاتهِ قائلا: « إن الشهداء لا يذهبون إلى الجنة، إنهم يتجولون في الكتب السماوية، كل على طريقته الخاصة، كطائر أو نجمة أو سحابة. إنهم يظهرون لنا كل يوم ويبكون علينا، نحن الذين ما زلنا في الجحيم الذي حاولوا إطفائه بدمائهم»[12]
- وصفته صحيفة نيويورك تايمز الأمريكية بجيفارا العراق ووضعت حمامة السلام على لحيته[13]
- نشرت هيئة الإذاعة البريطانية بي بي سي تقريراً مصوراً عنهُ كما نشرت استفتاء آخر عدّته ضمن أهم خمسة وجوه للاحتجاج حول العالم.[14][15]